# حقوق الإنسان في مقدونيا الشمالية

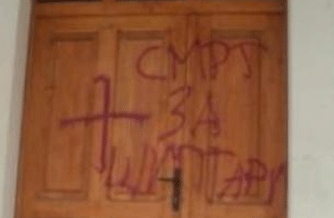
كتابات على باب مسجد باللغة البوسنية تعني "الموت للألبان".

وقّعت مقدونيا الشمالية على الاتفاقية الأوروبية لحقوق الإنسان، والاتفاقية الخاصة بوضع اللاجئين واتفاقية مناهضة التعذيب، ويكفل دستور مقدونيا توفير حقوق الإنسان الأساسية لجميع المواطنين. لكن بالرغم من ذلك، هناك مشاكلٌ تتعلق بحقوق الإنسان في مقدونيا. وفقًا لمنظمات حقوق الإنسان، هناك شكوك حول إجراء حالات إعدام خارج نطاق القانون (دون محاكمات) في عام 2003، إضافة إلى التهديدات والتخويف الذي تعرّض له ناشطو حقوق الإنسان والصحفيون المعارضون للنظام الحاكم، وهناك مزاعم تفيد بلجوء الشرطة للتعذيب. سمُح للألبان منذ عام 2002 بالدراسة بلغتهم الألبانية، لكن عليهم قبل التخرج من الجامعة اجتياز امتحانٍ لتقييم استيعابهم للغة المقدونية، وقدرتهم على التحدث بها.

## منظمة مراقبة حقوق الإنسان واتحاد هلسنكي الدولي لحقوق الإنسان (هلسنكي ووتش)
وفقًا لمنظمة هيومن رايتس ووتش، بقي عددٌ من مواطني يوغوسلافيا السابقة «بلا وطن» نتيجة قانون الجنسية الذي صيغ بعد انفصال مقدونيا الشمالية عن جمهورية يوغوسلافيا الاشتراكية الاتحادية. نجم عن الصراع بين الانفصاليين الألبان وحكومة مقدونيا الشمالية اعتداءات خطيرة على حقوق الإنسان لدى الطرفين.
وفقًا لاتحاد هلسنكي الدولي لحقوق الإنسان، وُثق عدد من حالات الاعتداء على حقوق الإنسان، وهي كالتالي:
- اعتداء الشرطة على المشتبهين، تحديدًا خلال الاعتقال والاحتجاز.
- اعتداء الشرطة على الأقليات العرقية، تحديدًا غجر الروما.
- الحصانة التي تتمتع بها قوات الشرطة، والفساد داخل مؤسسة الشرطة.
- ممارسة الضغط السياسي على السلطة القضائية.
- العنف المجتمعي واضطهاد النساء والأطفال والأقليات العرقية، تحديدًا غجر الروما.
- الاتجار بالنساء والفتيات لاستغلالهن جنسيًا.
- تدخل الحكومة بنشاط الاتحاد.

## تقرير الأمبودسمان
وفقًا لتقرير الأمبودسمان السنوي لعام 2005:
- تستمر الإدارة العامة بإظهار عوامل تشير إلى سلوكها البيروقراطي، وعجزها وتكاسلها وعدم اكتراثها بحاجات المواطنين، إضافة إلى نقص الوعي بخصوص حقوقهم. وهكذا يحصل المواطن على حقوقه بصعوبة وفي غير أوانها، وبعد مروره بإجراءات إدارية طويلة يتخللها سوء استخدام السلطة الرسمية، واللامبالاة، والضعف في المعاملة، وعدم احترام كرامة الإنسان، والنظام القانوني وتطبيقه بشكل غير ملائم.
- إجراءات المحكمة بطيئة منذ عدة سنوات وغير فعالة، يعود سبب ذلك جزئيًا إلى الضعف الذاتي بسبب الامبالاة والعجز في المعاملة، وغياب التدريب الكافي للعاملين في الجهازين الإداري والقضائي. وبسبب ذلك، لا يستطيع الموكلون الحصول على حقهم في إجراء المحاكمات ضمن موعد منطقي.
- وُثق خرق الشرطة لحقوق الإنسان عن طريق الاستخدام المفرط لوسائل الإجبار والإكراه، وإساءة استخدام تفويض الشرطة من طرف الضباط.
- يظهر قطاع الرقابة الداخلية والمعايير المهنية اتجاهًا غير مهنيٍ في تنفيذ وتأدية آلية عمل الرقابة الداخلية، عن طريق التغطية على الحالات السلبية أثناء قيام الشرطة بإجراءاتها، وهو ما يعيق عمل الأمبودسمان.
- توقف إلغاء التأميم –عودة الممتلكات إلى أصحابها السابقين– جراء الأسلوب الانتقائي للبعثة لحلّ الإجراءات الإدارية وفقًا للحالة المطروحة ضمن مجال إلغاء التأميم، ما يثير الشكوك حول العملية بأكملها.
- لم تُنفذ الإجراءات الإدارية لإزالة الأبنية غير القانونية، أما ما يُنفذ منها فهو بشكل انتقائي.
- هناك نقص في الوعي والمعرفة بخصوص حماية البيئة، ولم تُتخذ الإجراءات اللازمة لحمايتها.
- تعمل لجنة توزيع الإسكان ضمن حكومة جمهورية مقدونيا عندما يتقدم المواطنين بالطلبات.
- مستوى الضمان الاجتماعي ليس كافيًا، ويعاني من المشاكل والتضارب وعدم القدرة على توفير حقوق المواطنين في موعدها، كحقهم في الضمان الاجتماعي ومعاش التقاعد، والتأمين ضد العجز، والتأمين الصحي. وتتسم اللجنة المختصة بتقييم إمكانيات العمل بالتحيّز والارتشاء، وعدم التزامها بموعد محدد.
- هناك ظروف غير وافية، وفرص غير متساوية في توفير حقوق الأطفال في جمهورية مقدونيا بطريقة محترمة، لكن عدد حالات العنف تجاه الأطفال في تزايد.
- يُطبق قانون التعليم العالي بشكل غير ملائم، وإن المعيار المتعلق بالطلبة غير مرضٍ.
- مستوى التواصل بين مزودي الخدمات والمواطنين –إذ يكون المستخدمون غير محترفين أو مؤهلين– غير مرضٍ أيضًا، وهناك نقص في التنظيمات المناسبة التي من المفترض أن توفر الحماية اللائقة وتفرض سيطرتها على احتكار السوق.
- غياب قانون خاص يقي من الاضطهاد لا يطرح أي فرصة لمعرفة مظاهر الاضطهاد وتأمين الحماية اللازمة للضحايا منها.
- التطبيق المتناقض لمبدأ التمثيل اللائق والمتكافئ لأعضاء المجالس والمجتمعات.
- مستوى التعاون مع الأمبودسمان عام 2005 أعلى مما كان عليه في الأعوام السابقة، لكن هناك حالات من رفض التعاون، ورفض تطبيق التوصيات المشار إليها، شكّلت تلك الحالات عقبة في سير العمل. ظهر رفض التعاون بأوضح أشكاله من طرف وزير الشؤون الداخلية –قطاع الرقابة الداخلية والمعايير المهنية، وذلك نتيجة رفض تسليم المعلومات والبيانات المتعلقة بشكاوى تشير إلى اعتداء على الحقوق، عن طريق تجاوز السلطة الرسمية واستخدام القوة المفرطة.